# Hugo (football, 1986)
Pour les articles homonymes, voir Hugo.
Hugo Guimarães Silva Santos Almeida est un footballeur brésilien né le 6 janvier 1986 à São Fidélis. Il évolue au poste d'attaquant au Ittihad de Tanger.

## Biographie
Hugo Guimaraes joue au Brésil, au Japon, et en Albanie.
Il dispute 33 matchs en première division japonaise, inscrivant six buts, et 15 matchs en première division japonaise, marquant cinq buts.
Il participe avec la sélection brésilienne des moins de 17 ans à la Coupe du monde des moins de 17 ans en 2003. Lors du mondial junior organisé en Finlande, il joue trois matchs. Le Brésil remporte le tournoi en battant l'Espagne en finale.

## Palmarès
- Vainqueur de la Coupe du monde des moins de 17 ans en 2003 avec l'équipe du Brésil des moins de 17 ans
- Champion du Brésil de D2 en 2007 avec Coritiba
- Vainqueur du Campeonato Paranaense en 2008 avec Coritiba